# Línea 511 (Santiago de Chile)
La Línea 511 de Red Metropolitana de Movilidad une la comuna de Cerro Navia con el sector alto de Peñalolén, recorriendo Avenida Grecia entre Marathon y Diagonal Las Torres.
La 511 es uno de los recorridos principales del sector poniente de Cerro Navia, así como también de acceso al Estadio Nacional y el centro cívico de la comuna de Peñalolén, acercándolos en su paso, también al Metro Rondizzoni y el barrio antiguo de Santiago Centro a través de la Avenida Grecia.
Forma parte de la Unidad 5 de Red Metropolitana de Movilidad, operada por Metbus, correspondiéndole el color turquesa a sus buses.

## Flota
El servicio 511 era operado principalmente con máquinas de 12 metros, con chasís Mercedes Benz O500U carrozadas por Caio Induscar (Mondego H), los cuales tienen capacidad de 90 personas. En ciertos horarios de mayor afluencia de público, se incorporaban buses articulados de 18 metros con capacidad de 140 personas, cuyo chasis es Mercedes Benz O500UA y fueron carrozados por Caio Induscar (Mondego HA). 
Hoy en día opera con buses estándar Red con capacidad para 90 pasajeros, cuyo chasis es Mercedes Benz O500U y fueron carrozados por Marcopolo (Torino Low Entry).

## Historia
La línea 511 fue concebida como una de las principales rutas del plan original de Transantiago, al cruzar la ciudad de punta a punta. Su preponderancia aumenta al ser la línea que se sobrepone a parte del trazado de la línea 1 del Metro de Santiago, la principal de la red del ferrocarril metropolitano.
El 6 de octubre de 2012 se fusionó con el recorrido J15, pasando a servir las comunas de Cerro Navia, Pudahuel, Lo Prado y Estación Central.
El 2 de julio de 2016, el recorrido fue extendido hasta el terminal Los Espinos, ubicado en Diagonal Las Torres 2215, para mejorar la calidad del servicio.
A partir del 8 de julio de 2017, el servicio modificó su recorrido en dirección hacia Peñalolén, transitando por Av. Neptuno y Dorsal. Mientras que, en la comuna de Santiago, circulando por las calles Ñuble y Nataniel Cox.
Desde el 12 de octubre de 2019, el recorrido es operado con buses Marcopolo Torino Low Entry de Estándar Red, producto de la incorporación de buses eléctricos a los recorridos restantes de avenida Grecia. Además, el punto de termino del servicio se trasladó a Av. Grecia con Diagonal Las Torres, abandonando el trazado hasta el terminal Los Espinos.

## Trazado

### 511 Cerro Navia - Peñalolén
| - Comuna de Cerro Navia - Costanera Sur - La Capilla - Comuna de Pudahuel - Av. La Estrella - Av. San Pablo - Comuna de Lo Prado - Av. San Pablo - Neptuno - Av. Dorsal - Av. Las Rejas Norte - Comuna de Estación Central - Av. Las Rejas Norte - Nueva Imperial - Radal - Av. Libertador Bernardo O'Higgins - Comuna de Santiago - Av. Libertador Bernardo O'Higgins - Unión Americana - San Alfonso - Rondizzoni - El Mirador - Pedro Montt - Luis Cousiño - Av. Rondizzoni - Ñuble - Comuna de Ñuñoa - Carlos Dittborn - Marathon - Av. Grecia - Comuna de Peñalolén - Av. Grecia - Diagonal Las Torres | - Comuna de Peñalolén - Diagonal Las Torres - Av. Grecia - Comuna de Ñuñoa - Av. Grecia - Marathon - Comuna de Macul - Marathon - Guillermo Mann - Comuna de Santiago - Celia Solar - Santa Elena - Franklin - Viel - Rondizzoni - Beaucheff - Pedro Montt - Siria - Bascuñan Guerrero - Av. Libertador Bernardo O'Higgins - Comuna de Estación Central - Av. Libertador Bernardo O'Higgins - Con Con - Av. Ecuador - Radal - Porto Seguro - Av. Las Rejas Norte - Comuna de Lo Prado - Av. Las Rejas Norte - Av. Dorsal - Pardo Villalón - Territorio Antártico - Neptuno - Av. San Pablo - Av. La Estrella - Comuna de Pudahuel - Av. La Estrella - Comuna de Cerro Navia - Rolando Petersen - Av. La Estrella - Costanera Sur |

## Puntos de Interés
- Municipalidad de Pudahuel
- Metro Pudahuel
- Metro San Pablo
- Metro Ecuador
- Hospital Teletón
- Municipalidad de Estación Central
- Metro San Alberto Hurtado
- Terminales de Buses Sur y Alameda
- Mall Plaza Alameda
- Metro Estación Central
- Terminal San Borja
- Metro Rondizzoni
- Estadio Nacional
- Metro Estadio Nacional
- Barrio Universitario de Ñuñoa
- Rotonda Grecia
- Población Lo Hermida
- Municipalidad de Peñalolén